# Полонский, Пётр Александрович
Пётр Александрович Полонский  (1778—1832) — русский писатель и переводчик, статский советник.

## Биография
Родился 2 (13) января 1778 года.
В 1790 году был записан каптенармусом лейб-гвардии Преображенского полка, откуда 1 января 1795 года был переведён капитаном в Троицкий пехотный полк, а 24 декабря 1796 года — в мушкетёрский полк Архарова. Через год, уволенный 10 ноября 1797 года из военной службы, 23 декабря он был определён землемером в чертежную Правительствующего сената. С 22 марта 1800 года состоял секретарём в Межевом департаменте, а в 1801 году переведён во Временный Межевой департамент сената. 
После перехода 11 февраля 1805 года в Департамент министра военных сухопутных сил, 11 ноября 1806 года он был назначен секретарём в 1-й Департамент, а 2 августа 1808 года — обер-секретарём в 5-й Департамент сената. 
В 1820 году был принят в члены Вольного экономического общества, в котором с 1825 года был членом Отделения по учёной части и в Отделении по попечительству о сохранении здоровья человеческого и домашних животных; в 1829 году был там же членом в 3-м, 4-м и 5-м Отделениях.
Умер 1 (13) марта 1832 года в чине статского советника и был погребён на Смоленском православном кладбище.

## Литературная деятельность
Вместе с П. Д. Лодием и Р. Цебриковым перевёл и издал сочинение доктора Павла Анзельма Фейербаха: «Уголовное право, с приложением Российских уголовных законов, к каждому преступлению относящихся», в 3-х ч. — СПб.: В Медицинской типографии, 1810—1827. (см. книга 3 Архивная копия от 7 сентября 2021 на Wayback Machine).